# Paseq
| ֽ | Sof pasuq       |  | ֑   | Etnachta            |
| ֶ | Segol (Trope)   |  | ֓ ׀ | Schalschelet gedola |
| ֔ | Zaqef qaton     |  | ֕   | Zakef gadol         |
| ֗ | Rewia           |  | ֖   | Tipcha              |
| ֮ | Zarqa (Trope)   |  | ֙   | Paschta             |
| ֚ | Jetiw           |  | ֛   | Tewir               |
| ֜ | Geresch (Trope) |  |    | Gerschajim (Trope)  |
| ֡ | Pazer           |  | ֟   | Qarne para          |
| ֠ | Telischa gedola |  | ֣ ׀ | Munach Legarmeh     |

| ֣ | Munach           |  | ֤ | Mahpach         |
| ֥ | Mercha           |  | ֦ | Mercha kefula   |
| ֧ | Darga (Trope)    |  | ֨ | Qadma           |
| ֩ | Telischa qetanna |  | ֪ | Jerach ben jomo |
| ֖ | Majela (Trope)   |  |  |                 |

| ֽ   | Sof pasuq        |  | ֫ ֥  | Ole we-Jored        |
| ֑   | Etnachta         |  | ֗   | Rewia gadol         |
| ֝ ֗  | Rewia Mugrasch   |  | ֓ ׀ | Schalschelet gedola |
| ֮   | Zarqa (Trope)    |  | ֗   | Rewia qaton         |
| ֭   | Dechi            |  | ֡   | Pazer               |
| ֤ ׀ | Mahpach legarmeh |  | ֨ ׀ | Asla legarmeh       |

| ֣ | Munach        |  | ֥ | Mercha       |
| ֬ | Illuj         |  | ֖ | Tipcha       |
| ֢ | Atnach hafuch |  | ֤ | Mahpach      |
| ֨ | Qadma         |  | ֓ | Schalschelet |
| ֘ | Zinnorit      |  |  |              |

Paseq oder Pasek, hebräisch פָּסֵק = abschneiden, ist ein senkrechter Strich zwischen zwei Wörtern, der in hebräischen Bibeltexten vorkommt. Es handelt sich dabei nicht um ein Betonungszeichen oder um den Bestandteil eines Akzents, sondern um ein Merk- oder Unterscheidungszeichen, das zu verschiedenen Zwecken eingesetzt wird. Am häufigsten steht Paseq zur Bezeichnung der trennenden Funktion eines Betonungszeichens.

## Vorkommen

### Paseq zusammen mit Kantillationszeichen
Paseq kommt in Kombination mit einigen Teamim (Betonungszeichen) vor, die je nach Stellung disjunktive oder konjunktive d. h. trennende oder verbindende Funktion haben können. In Kombination mit Paseq hat das Kantillationszeichen eine disjunktive d. h. trennende Funktion und eine eigene Melodie.
Häufig wird Paseq mit Munach kombiniert, wodurch dieses zu Munach legarmeh oder kurz Legarmeh wird. In diesem Fall wird aus dem sonst konjunktiv verwendeten Munach ein disjunktives Zeichen mit eigener Melodie. Ebenso formt sich aus der Kombination von Kadma mit Paseq ein Azla legarmeh.
Paseq kommt an wenigen Stellen zusammen mit Schalschelet vor und zeigt an diesen Stellen die disjunktive Funktion von Schalschelet an. Schalschelet kommt in den drei poetischen Büchern sowohl in konjunktiver als auch in disjunktiver Funktion vor, in den übrigen 21 Büchern ist es an sieben Stellen ausschließlich disjunktiv gebraucht und steht dort immer mit Paseq.

### Weitere Verwendungsmöglichkeiten
Es gibt jedoch noch weitere Vorkommen von Paseq, die nichts mit den Betonungszeichen zu tun haben. Es gibt dabei keine strengen Regeln, die das Setzen eines Paseqs an einer Stelle gebieten. Paseq bietet jedoch die Möglichkeit, den Leser auf irgendeinen besonderen Umstand oder auf eine Verwechslungsmöglichkeit hinweisen. Es soll damit Mehrdeutigkeiten auflösen oder mögliche Lesefehler verhindern.
Paseq euphemisticum steht vor oder nach dem Gottesnamen und soll verhindern, dass dieser Name zu eng in Kontakt mit einem Wort kommt, das von den Schreibern als anstößig empfunden wurde.
Paseq euphonicum steht in einigen Fällen zwischen zwei Wörtern, bei denen das zweite auf demselben Buchstaben anfängt, mit dem das erste Wort endet. Dieses soll sicherstellen, dass beide Worte getrennt gesprochen werden.
Paseq emphaticum soll auf einen Umstand besonders hinweisen. Die Schreiber legen damit auf die Stelle ein besonderes Augenmerk. In dieser Funktion steht es manchmal bei der Wiederholung eines Worts und soll verhindern, dass das Wort versehentlich ausgelassen wird.

### Vorkommen
Die Tabelle zeigt das Vorkommen von Paseq in den 21 Büchern.
| Teil des Tanach   | Paseq |
| ----------------- | ----- |
| Tora              | 89    |
| Vordere Propheten | 111   |
| Hintere Propheten | 114   |
| Ketuvim           | 116   |
| Gesamt            | 430   |